# パーシー・スペンサー
パーシー・L・スペンサー（Percy LeBaron Spencer、1894年7月19日 - 1970年9月8日）は、アメリカ合衆国の技術者にして発明家。電子レンジの発明で知られている。

## 経歴
メイン州 Howland 生まれ。父は1897年に亡くなり、母も間もなく失踪した。このため、叔父や叔母に育てられた。中学校を卒業することなく12歳で見習いとして工場に働きに出たが、1912年にアメリカ海軍に入隊し無線電信を学ぶ。1920年代にはレイセオンに入社。
レーダーの中核機構としてマイクロ波を発生するマグネトロンは、1941年当時のレイセオンでは1日に17個のペースで製造されていた。その工場で働いていたスペンサーは、加工済み部品を組み立てるのではなく、はんだ付けと打ち抜きを同時に行うという効率的な製造方法を開発した。その他の改良も考案し、それらによってマグネトロン生産量は日産2,600個に激増した。この功績に対してアメリカ海軍は Distinguished Public Service Award を授与した。
スペンサーが電子レンジを発明したのは1945年である。また、1947年にはレイセオン社から製品が出荷されるに至った。なお、スペンサーが作動中のマグネトロンの前に立っているとポケットの中のチョコバーが溶けているのに気づき、それが電子レンジの発明に繋がったなどのようなエピソードが伝わっているが、それらは都市伝説であり事実ではない。実際には複数のスタッフによる入念な観察の結果によって開発された。
スペンサーはレイセオンの上席副社長兼取締役に登りつめた。レイセオンで勤務する間に約300の特許を取得し、彼の名を冠したビルまで建った。